# Josip Krznarić
Josip Krznarić (* 7. Januar 1993 in Karlovac) ist ein kroatischer Fußballspieler.

## Karriere
Krznarić wechselte 2011 vom NK Ilovac Karlovac zum Erstligisten NK Karlovac. Sein Debüt in der 1. HNL gab er im November 2011, als er am 16. Spieltag der Saison 2011/12 gegen den NK Istra 1961 in der Startelf stand und in der Halbzeitpause durch Nedjeljko Amić ersetzt wurde. Mit Karlovac stieg er zu Saisonende aus der höchsten kroatischen Spielklasse ab.
Daraufhin wechselte er zur Saison 2012/13 zum Zweitligisten NK Lučko Zagreb. In seinen zweieinhalb Jahren bei Lučko absolvierte er 66 Spiele in der 2. HNL, in denen er zwei Tore erzielen konnte. Im Februar 2015 schloss er sich dem Ligakonkurrenten NK Bistra an, mit dem er zu Saisonende aus der 2. HNL absteigen musste.
Im Sommer 2015 wechselte Krznarić in die Slowakei zum FC Zlaté Moravce. Für Zlaté Moravce absolvierte er in der Saison 2015/16 32 Spiele in der Fortuna liga, in denen er ein Tor erzielte. Nach jener Saison verließ er die Slowaken.
Nach mehreren Monaten ohne Verein wechselte er im März 2017 nach Estland zum FC Levadia Tallinn. In der Saison 2017 absolvierte er 34 Spiele für Levadia in der Meistriliiga und erzielte dabei fünf Tore.
Im Februar 2018 kehrte Krznarić nach Kroatien zurück und wechselte zum NK Istra 1961. Für Istra absolvierte er jedoch kein Spiel in der 1. HNL. Im August 2018 wechselte er zum österreichischen Zweitligisten SV Lafnitz. Nach der Saison 2018/19 verließ er Lafnitz. Nach über drei Monaten ohne Verein wechselte er im Oktober 2019 zum Ligakonkurrenten Grazer AK, bei dem er einen bis Dezember 2019 laufenden Vertrag erhielt. Nach dem Ende seines Vertrags verließ er die Grazer im Januar 2020. Nach über einem Jahr ohne Verein wechselte er im Februar 2021 nach Slowenien zum Zweitligisten NK Krško. In der folgenden Saison wechselte er ligaintern zunächst zum NK Krka und nach einem halben Jahr zum NK Triglav Kranj.